# Control Center (iOS)
Пункт управления, центр управления (англ. Control Center) — функция операционной системы iOS, изначально представленная как часть iOS 7, выпущенной 18 сентября 2013 года. Предоставляет пользователям доступ к наиболее важным системным настройкам. Активируется свайпом от нижней грани экрана к центру (или свайпом от правого верхнего угла вниз на устройствах iPhone X, iPhone XS, iPhone XR и новее и iPad).

## Использование
Пункт управления предоставляет пользователям iOS быстрый доступ к наиболее часто используемым элементам управления и приложениям. Проведя пальцем вверх от нижней грани, находясь при этом в любом приложении (в том числе экран блокировки), в появившемся меню пользователи могут выполнять такие действия, как включение режима «В самолете», включение или выключение функции Wi-Fi, регулировка яркости дисплея и т. д.
Также имеется возможность использования светодиода камеры в качестве фонарика, доступная только на iPhone, iPod Touch и iPad Pro. Начиная с версии iOS 9.3, появилась кнопка переключения функции ночного режима дисплея (Night Shift).
Предлагаются и другие функции, такие как возможность включения или выключения Bluetooth и режима «Не беспокоить», блокировка ориентации экрана; управление воспроизведением музыки, возможность подключения к AirPlay, отправка файлов посредством AirDrop, а также быстрый доступ к приложениям «Часы», «Калькулятор» и «Камера».

## Внешний вид
В iOS 7 — iOS 9 пункт управления выглядел как одностраничное меню с полупрозрачным фоном, вызываемое жестом от нижнего края экрана к центру. Полупрозрачность была выключена для iPhone 4, iPad 2 и iPad 3 в связи с нехваткой вычислительных ресурсов на данных устройствах.
В iOS 10 пункт управления претерпел внешние изменения: он получил «карточный» внешний вид. Первая страница состояла из основных элементов управления устройством, таких как Wi-Fi, Bluetooth и режима «Не беспокоить», вторая страница была посвящена элементам управления мультимедиа, а третья страница — управлению устройствами с поддержкой HomeKit.
Очередной внешний редизайн пункт управления получил в iOS 11, когда «карточный» интерфейс вновь был заменён на одностраничный. Из наиболее важных изменений: возможность использовать функцию 3D Touch для управления настройками. Отныне пункт управления настраивается с помощью приложения «Настройки» и позволяет отображать более широкий спектр функций и информации. Данные возможности актуальны и на iOS 12.
iOS 12 принесла несколько новых дополнений в пункт управления, самым заметным из которых стала возможность активации меню режима «Не беспокоить» по долгому нажатию.

## Мнения
Пункт управления получил в целом положительные отзывы. В частности, издание TechCrunch похвалило реализацию данной функции.
iOS 11 была подвергнута критике из-за изменения принципа работы переключателей функций Bluetooth и Wi-Fi в пункте управления: отныне, при нажатии на тумблер выключения функции, она не выключается целиком, а лишь приостанавливает автоподключение к точке доступа (беспроводному устройству) до 5 часов утра. Таким образом, для полного отключения функции, необходимо открывать приложение «Настройки».